# Ypsolopha canariella
Ypsolopha canariella là một loài bướm đêm thuộc họ Ypsolophidae. Nó được tìm thấy ở khắp Bắc Mỹ từ độ cao mực nước biển đến độ cao 1830 mét. Tại Canada nó xuất hiện ở phần lớn các tỉnh, từ British Columbia và Alberta to Ontario. Nó xuất hiện ở phần lớn Hoa Kỳ lục địa. Nơi sinh sống đa dạng từ rừng gỗ hỗn hợp, rừng bụi bán khô cằn, thảo nguyên.
Sải cánh dài khoảng 20 mm. Cánh trước màu vàng với khu vực tam giác nâu hơi đỏ ở giữa cánh. Cánh sau màu trắng hoặc xám nhạt. Con trưởng thành bay từ tháng 6 đến tháng 9.
Ấu trùng ăn lá của loài Salix và Lonicera, cũng như hoa của Symphoricarpos albus. 